# Sentier de grande randonnée 130

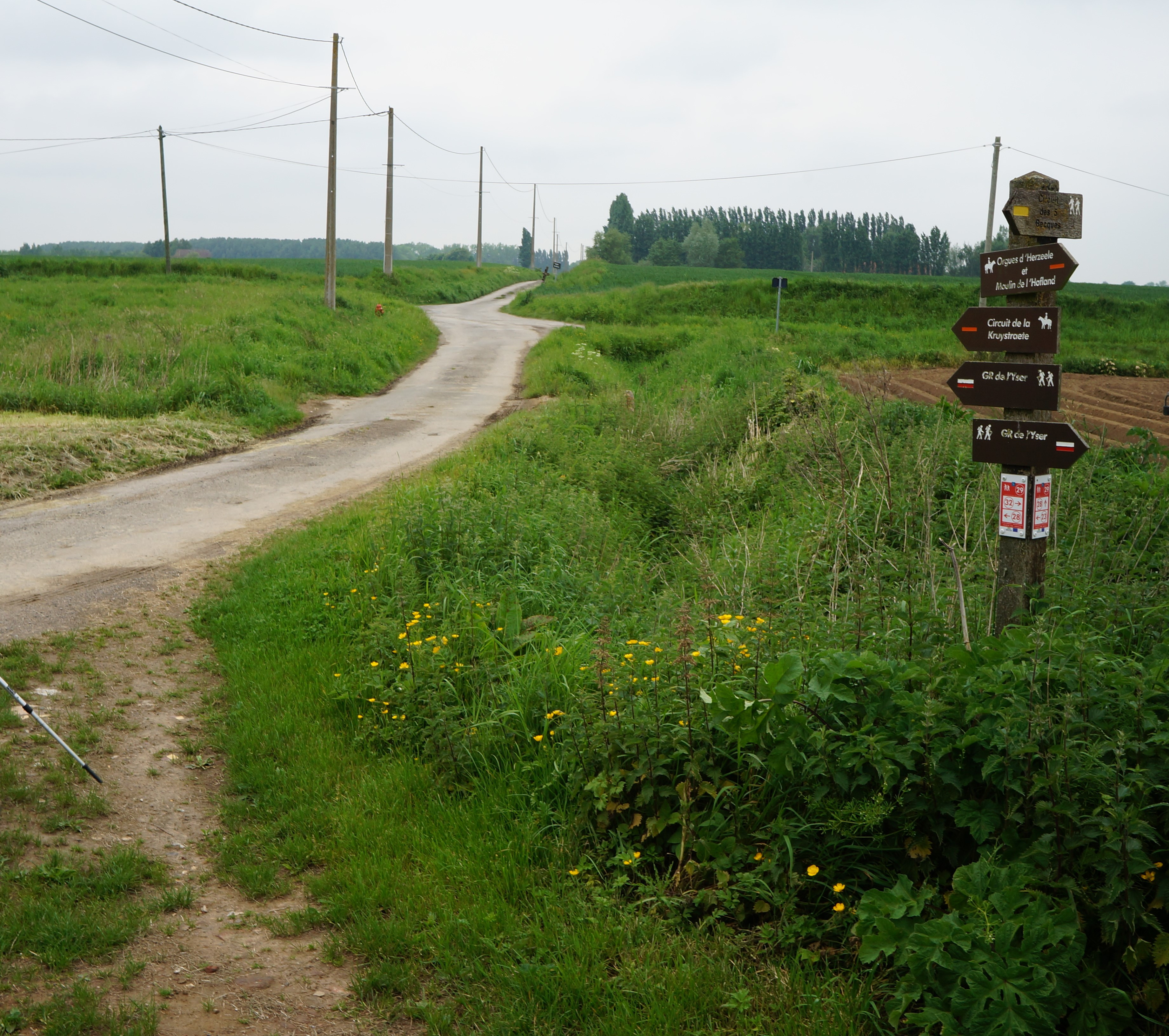
Sur le GR 130 à Herzeele (Nord, France).

Le sentier de grande randonnée 130 ou GR 130, appelé aussi GR de l'Yser (GR Ijzer en néerlandais), est un itinéraire pédestre en Flandre qui relie Buysscheure en France à Nieuport en Belgique.

L'itinéraire parcourt une distance totale de 104 km.

## Parcours
Le sentier va de la source à l'embouchure du fleuve Yser.
En France dans le département du Nord, le GR traverse les communes de Bollezeele, Buysscheure, Esquelbecq, Herzeele, Merckeghem, Rubrouck et Zegerscappel.

En Belgique, il traverse les communes de Poperinge, Alveringem, Vleteren, Lo-Reninge, Dixmude, Middelkerke, Schore et Nieuport-Bains.

## Principales curiosités

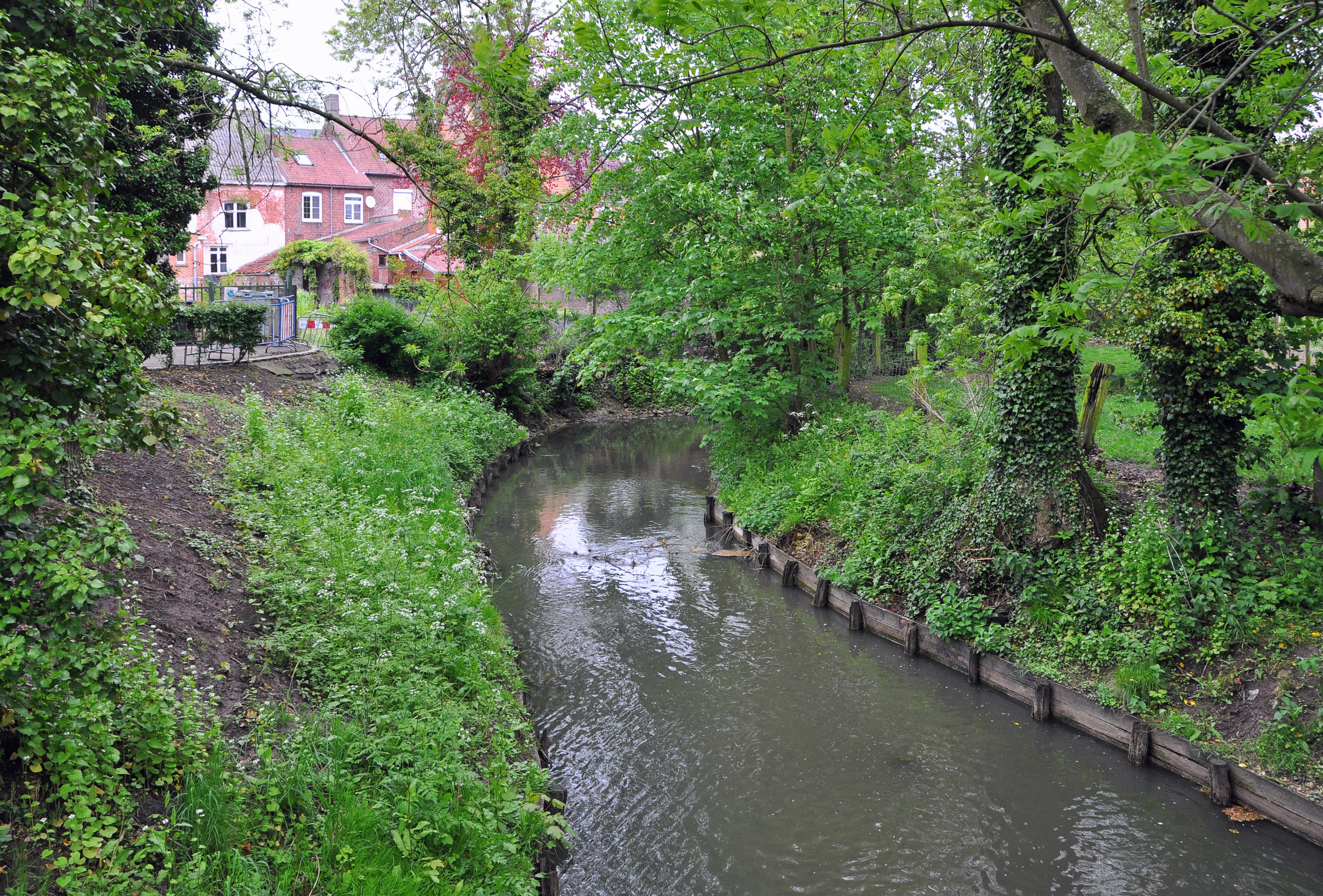
L'Yser à Esquelbecq.
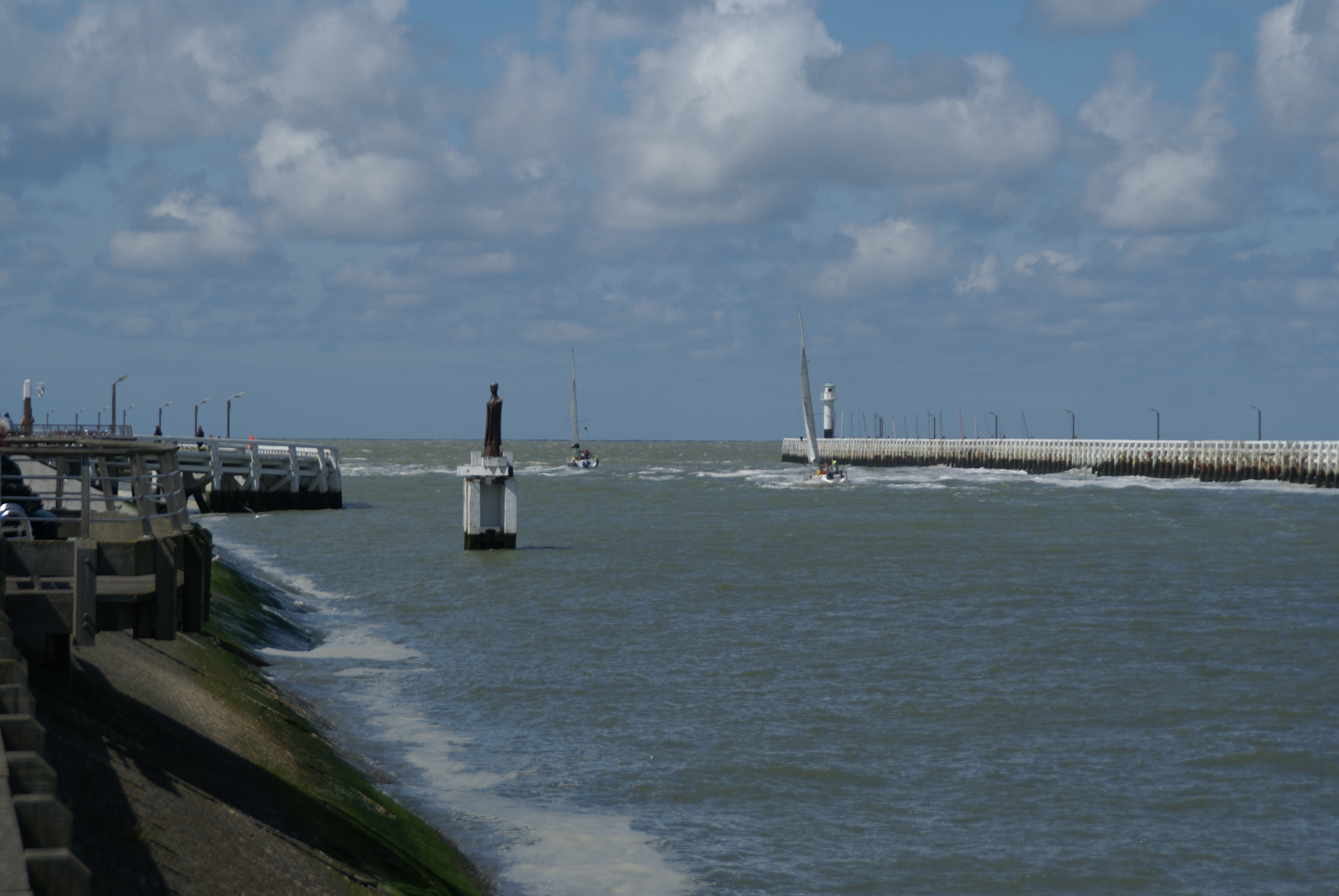
L'embouchure de l'Yser à Nieuport.